# Thysanoessa spinifera
Thysanoessa spinifera är en kräftdjursart som beskrevs av Edward Morell Holmes 1900. Thysanoessa spinifera ingår i släktet Thysanoessa och familjen lysräkor. Inga underarter finns listade i Catalogue of Life.